# Montenegrinischer Gebirgslaufhund
Der Crnogorski Planinski Gonič (Montenegrinischer Gebirgslaufhund, früher Jugoslawischer Gebirgslaufhund) ist eine von der FCI  anerkannte Hunderasse aus Montenegro (FCI-Gruppe 6, Sektion 1.2, Standard Nr. 279).

## Herkunft und Geschichtliches
Diese Rasse ist eng mit den anderen Laufhunden des Balkans verwandt. Der erste Standard stammt von 1924. Von der FCI wurde diese Rasse 1969 anerkannt.

## Beschreibung
Bis 54 cm großer Jagdhund, schwarz als Grundfarbe mit roten Abzeichen. Das Fell ist kurz, dicht, rau, von geringer Dicke, glänzend, gut anliegend und glatt mit reichlich Unterwolle. Seine Ohren sind hoch angesetzt, mittellang, dünn bis mitteldick, ohne Falten herabfallend und am Kopf anliegend.

## Verwendung
Wie alle Laufhunde eignen sich die Hunde für die Jagd, aber auch als Begleithunde.